# 邵德久
邵悳久（？—？），字原可，號穴湖，浙江紹興府餘姚縣人，民籍，明朝政治人物。

## 生平
嘉靖十三年（1534年）甲午科浙江鄉試舉人，二十九年（1550年）授六安州知州，歷右軍都督府經歷、工部員外郎、郎中，出為邵武府知府。

## 家族
祖父邵珉，訓導；父邵文達，封刑部主事、贈工部郎中。母朱氏，封宜人。兄邵悳容，正德九年進士，刑部主事。
妻吳氏；繼妻張氏（1513年-1570年），封宜人。有八子：邵型、邵壂、邵陞、邵陛、邵垈、邵塈、邵圭、邵堤。長子邵型，嘉靖二十八年舉人，饒陽縣知縣，隆慶三年夏卒於官。第四子邵陛，隆慶二年進士，官至刑部左侍郎。次邵圭，萬曆十九年辛卯舉人。